# کوه اصب چانه طالع
 کوه اصب چانه طالع  یک کوه در البرز مرکزی رشته کوه البرز در استان البرز ایران است. این کوه ۲۶۷۸ متر ارتفاع دارد.